# Glossosoma anakemei
Glossosoma anakemei är en nattsländeart som beskrevs av Malicky 1995. Glossosoma anakemei ingår i släktet Glossosoma och familjen stenhusnattsländor. Inga underarter finns listade i Catalogue of Life.